# Xyliphius
Xyliphius  es un género zoológico de pez gato (orden Siluriformes)  de la familia de las Aspredinidae. Incluye siete especies:
- Xyliphius anachoretes Figueiredo y Britto, 2010
- Xyliphius barbatus Alonso de Arámburu y Arámburu, 1962
- Xyliphius kryptos Taphorn y Lilyestrom, 1983
- Xyliphius lepturus Orcés V., 1962
- Xyliphius lombarderoi Risso y Risso, 1964
- Xyliphius magdalenae Eigenmann, 1912
- Xyliphius melanopterus Orcés V., 1962

## Distribución geográfica
Aparece muy distribuido en los sistemas de los ríos Magdalena, Orinoco, Amazonas y  Paraguay-río Paraná. X. barbatus es originario de las cuencas de los ríos Paraguay-Paraná;  X. lombarderoi de la cuenca argentina del Paraná. X. kryptos se puede encontrar en la cuenca del lago de Maracaibo. X. lepturus en las cuencas del Amazonas superior y del Orinoco de Colombia, Ecuador, y Venezuela. X. magdalenae habita la cuenca del río Magdalena en Colombia. X. melanopterus se distribuye en las cuencas del  Amazonas Superior y del Orinoco.
Son peces muy comunes en aguas profundas.

## Morfología
Los Xyliphius tienen tamaños moderados, de 8,8 a 14,7 cm SL. Las especies de este género se distinguen de los otros aspredínidos por tener altamente reducidos los ojos,  premaxilares desdentados, una fila de papilas carnosas proyectándose anteriormente hacia el labio inferior, tubérculos  achatados (únculos y unculíferos). Esas especies también tienen abiertas las narinas anteriores con papilas y carecen de posaderas en su cuerpo.